# ميزان المدفوعات

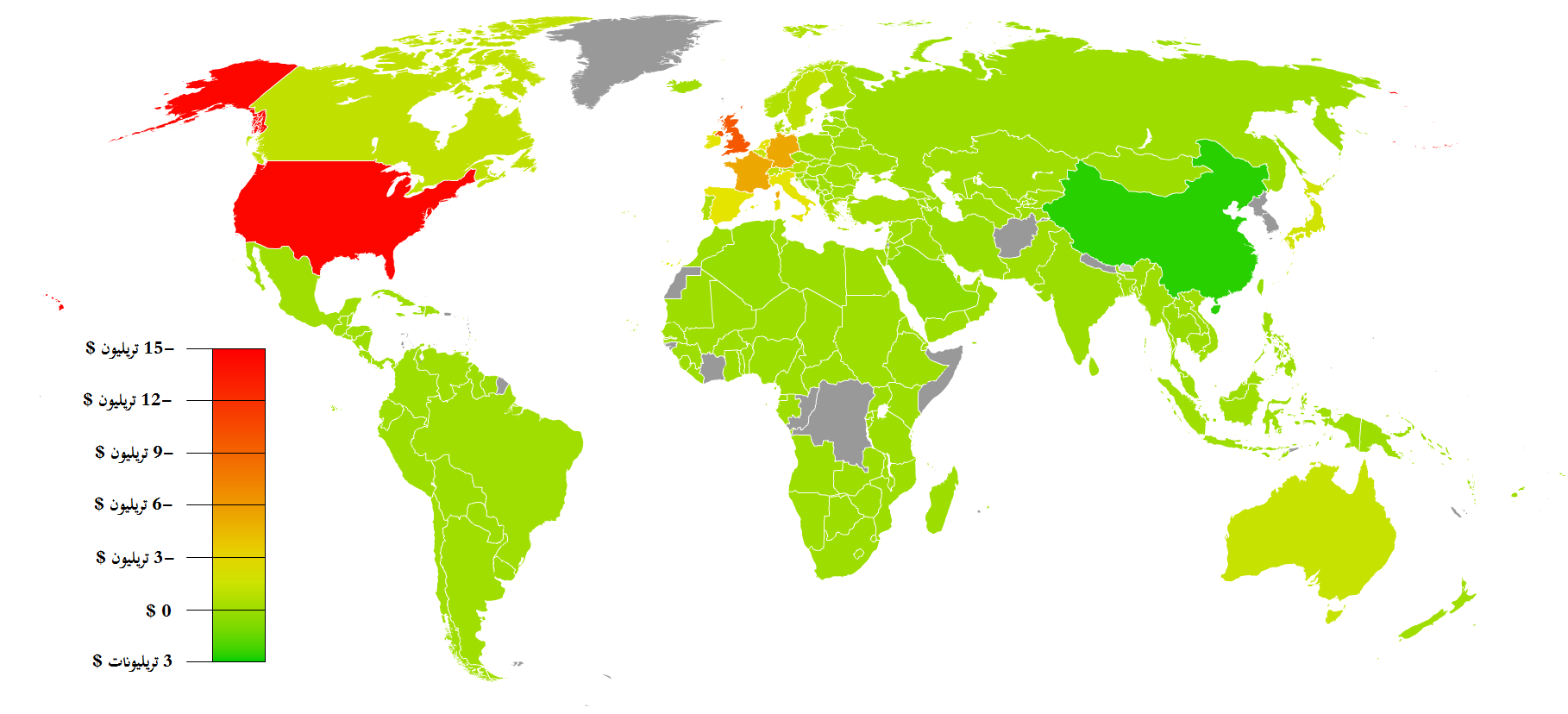

ميزان المدفوعات (بالإنجليزية: Balance of payments)‏ والمعروف أيضًا بميزان المدفوعات الدولية واختصاراً B.O.P أوBop، بالنسبة لبلد ما هو سجل لجميع المعاملات الاقتصادية بين سكان البلد وبقية العالم في فترة معينة من الزمن (ربع سنة مثلًا). تتم هذه المعاملات من قبل الأفراد والشركات والهيئات الحكومية، وبالتالي يشمل ميزان المدفوعات جميع المعاملات الخارجية المرئية وغير المرئية لبلد ما. إنها مسألة هامة ينبغي دراستها، لا سيما في مجال الإدارة المالية الدولية، وذلك لعدة أسباب. وهو خلاصة للعمليات المالية التي تتمّ، خلال فترة معينة من الزمن، بين بلدٍ ما ومختلف البلدان الأجنبية.

## تاريخ
حتى أوائل القرن التاسع عشر، كانت التجارة الدولية منظمة بشدة وتمثل جزءًا صغيرًا نسبيًا مقارنة بالإنتاج الوطني. في العصور الوسطى، كانت التجارة الأوروبية تُنظم عادةً على مستوى البلديات لصالح الأمن للصناعة المحلية وللتجار الراسخين. (قد تسمح المعارض السنوية أحيانًا باستثناءات من اللوائح القياسية.)

### المدرسة الماركنتينية
ابتداءً من القرن السادس عشر، أصبحت المذهب التجاري النظرية الاقتصادية السائدة التي تؤثر على الحكام الأوروبيين. تم استبدال لوائح التجارة المحلية بقواعد وطنية تهدف إلى تسخير الناتج الاقتصادي للدول. [1] تم تفضيل تدابير تعزيز الفائض التجاري (مثل التعريفات) بشكل عام.
كانت العقيدة السائدة للعصر التجاري هي الفكرة (التي فقدت مصداقيتها الآن) بأن تراكم العملات الأجنبية، أو المعادن الثمينة في ذلك الوقت، جعل البلدان أكثر ثراءً، وبالتالي فضلت البلدان تصدير سلعها الخاصة لتشغيل فائض ميزان المدفوعات. تسود وجهة النظر هذه في كنز إنجلترا من خلال التجارة الخارجية (1664) بواسطة توماس مون.
ظل النمو الاقتصادي عند مستويات منخفضة في العصر التجاري. لا يُعتبر متوسط الدخل الفردي العالمي قد ارتفع بشكل كبير في الثمانمائة عام الكاملة التي سبقت عام 1820، ويُقدر أنه زاد في المتوسط بأقل من 0.1٪ سنويًا بين 1700 و 1820. [3] مع مستويات منخفضة للغاية من التكامل المالي بين الدول ومع التجارة الدولية التي تشكل بشكل عام نسبة منخفضة من الناتج المحلي الإجمالي للدول الفردية، كانت أزمات ميزان المدفوعات نادرة جدًا. [3]

### المدرسة الكلاسيكية
كان الذهب هو الأصل الاحتياطي الأساسي خلال عصر معيار الذهب.هوجمت العقيدة التجارية أولاً من قبل ديفيد هيوم، ثم آدم سميث وديفيد ريكاردو.في مقالات عن المال والميزان التجاري، جادل هيوم بأن تراكم المعادن الثمينة من شأنه أن يخلق تضخمًا نقديًا دون أي تأثير حقيقي على أسعار الفائدة. إنه أساس ما يعرف في الدراسات الاقتصادية الحديثة بنظرية كمية النقود، وحياد النقود، واعتبار أسعار الفائدة ليس ظاهرة نقدية، بل ظاهرة حقيقية. بنى آدم سميث على هذا الأساس. واتهم المذهب التجاري بأنهم مناهضون للتجارة الحرة وخلطوا المال بالثروة. [2]بنى ديفيد ريكاردو حججه على قانون ساي، مطورًا نظرية الميزة النسبية، والتي تظل النظرية السائدة للنمو والتجارة في الاقتصاد الحديث.
بعد الانتصار في الحروب النابليونية، بدأت بريطانيا العظمى في تعزيز التجارة الحرة، وخفضت من جانب واحد تعريفاتها التجارية. لم يعد اكتناز الذهب أمرًا مشجعًا، وفي الواقع صدرت بريطانيا المزيد من رأس المال كنسبة مئوية من دخلها القومي أكثر من أي دولة دائنة أخرى منذ ذلك الحين. ساعدت الصادرات الرأسمالية لبريطانيا العظمى على تصحيح الاختلالات العالمية لأنها كانت تميل إلى أن تكون معاكسة للتقلبات الدورية، حيث ارتفعت عندما دخل الاقتصاد البريطاني في حالة ركود، وبالتالي تعويض الدول الأخرى عن الدخل المفقود من تصدير السلع.
وفقًا للمؤرخ كارول كويجلي، كان بوسع بريطانيا العظمى أن تتصرف بإحسان [5] في القرن التاسع عشر نظرًا لمزايا موقعها الجغرافي وقوتها البحرية وصعودها الاقتصادي كأول دولة تتمتع بثورة صناعية. [6] ومع ذلك، رأى البعض، مثل أوتو فون بسمارك، تعزيز بريطانيا العظمى للتجارة الحرة كوسيلة للحفاظ على مركزها المهيمن. وجهة نظر قدمها الاقتصاديون مثل باري إيتشنغرين هي أن العصر الأول للعولمة بدأ مع مد كابلات التلغراف عبر المحيط الأطلسي في ستينيات القرن التاسع عشر، مما سهل الزيادة السريعة في التجارة المتنامية بالفعل بين بريطانيا وأمريكا.
على الرغم من أن ضوابط الحساب الجاري لا تزال مستخدمة على نطاق واسع (في الواقع، زادت جميع الدول الصناعية باستثناء بريطانيا العظمى وهولندا من تعريفاتها الجمركية وحصصها في العقود التي سبقت عام 1914، على الرغم من أن الدافع وراء ذلك هو الرغبة في حماية «الصناعات الناشئة» أكثر من لتشجيع الفائض التجاري [3])، كانت ضوابط رأس المال غائبة إلى حد كبير. تمتعت قاعدة الذهب بمشاركة دولية واسعة خاصة من عام 1870، مما ساهم بشكل أكبر في توثيق التكامل الاقتصادي بين الدول. شهدت الفترة نموًا عالميًا كبيرًا، لا سيما بالنسبة لحجم التجارة الدولية الذي نما عشرة أضعاف بين عامي 1820 و 1870 ثم بنحو 4٪ سنويًا من عام 1870 إلى عام 1914. بدأت أزمات ميزان المدفوعات في الحدوث، وإن كانت أقل تكرارًا مما كان عليه الحال بالنسبة ما تبقى من القرن العشرين. من عام 1880 إلى عام 1914، كان هناك ما يقرب من [8] أزمات في ميزان المدفوعات و 8 أزمات مزدوجة - أزمة مزدوجة تتمثل في أزمة ميزان المدفوعات التي تتزامن مع أزمة مصرفية.

### 1914-1945: إزالة العولمة
تحطمت الظروف الاقتصادية المواتية التي سادت حتى عام 1914 بسبب الحرب العالمية الأولى، ولم تنجح الجهود المبذولة لإعادة تأسيسها في عشرينيات القرن الماضي. عادت العديد من البلدان للانضمام إلى معيار الذهب في حوالي عام 1925. لكن البلدان ذات الفائض لم «تلتزم بالقواعد»، [3] [9] وتعقم تدفقات الذهب إلى درجة أكبر بكثير مما كانت عليه الحال في فترة ما قبل الحرب. وجدت الدول التي تعاني من عجز مثل بريطانيا العظمى أنه من الصعب التكيف مع الانكماش حيث تم منح العمال المزيد من الحقوق وتمكنت النقابات على وجه الخصوص من مقاومة الضغط الهبوطي على الأجور. خلال فترة الكساد الكبير، تخلت معظم الدول عن معيار الذهب، لكن الاختلالات ظلت مشكلة وانخفضت التجارة الدولية بشكل حاد. كانت هناك عودة إلى سياسات «استجداء جارك» من النوع التجاري، حيث قامت البلدان بتخفيض أسعار صرف عملاتها بشكل تنافسي، وبالتالي تنافس بشكل فعال على تصدير البطالة. كان هناك ما يقرب من 16 أزمة ميزان المدفوعات و 15 أزمة مزدوجة (ومستوى مرتفع نسبيًا من الأزمات المصرفية). [3]

### 1945–1971: بريتون وودز
بعد الحرب العالمية الثانية، تم إنشاء مؤسسات بريتون وودز (صندوق النقد الدولي والبنك الدولي) لدعم نظام نقدي دولي مصمم لتشجيع التجارة الحرة مع تقديم خيارات للدول لتصحيح الاختلالات دون الاضطرار إلى انكماش اقتصاداتها. تم وضع أسعار صرف ثابتة ولكن مرنة، مع النظام القائم على الدولار الذي ظل وحده قابلاً للتحويل إلى ذهب. أدى نظام بريتون وودز إلى فترة من النمو العالمي المرتفع، والمعروفة باسم العصر الذهبي للرأسمالية، ومع ذلك فقد تعرض لضغوط بسبب عدم قدرة الحكومات أو عدم رغبتها في الحفاظ على ضوابط فعالة لرأس المال [10] وبسبب عدم الاستقرار المتعلق بالنظام المركزي. دور الدولار. تسببت الاختلالات في تدفق الذهب من الولايات المتحدة وفقدان الثقة في قدرة الولايات المتحدة على توفير الذهب لجميع المطالبات المستقبلية من قبل حاملي الدولار مما أدى إلى تصاعد الطلبات لتحويل الدولار، مما أدى في النهاية إلى إنهاء الولايات المتحدة لتحويل الدولار إلى ذهب. وبذلك يتم إنهاء نظام بريتون وودز. [3] شهد حقبة 1945-1971 ما يقرب من 24 أزمة في ميزان المدفوعات وعدم وجود أزمة مزدوجة للاقتصادات المتقدمة، حيث شهدت الاقتصادات الناشئة 16 أزمة ميزان المدفوعات وأزمة توأم واحدة فقط. [3]

### 1971 - 2009: الانتقال، إجماع واشنطن
أظهر مانموهان سينغ، رئيس الوزراء السابق للهند (2004-2014)، أن التحديات الناجمة عن الاختلالات يمكن أن تكون فرصة عندما قاد برنامج الإصلاح الاقتصادي الناجح لبلاده بعد أزمة عام 1991، كوزير للمالية. انتهى نظام بريتون وودز بين عامي 1971 و 1973. كانت هناك محاولات لإصلاح نظام أسعار الصرف الثابتة المتبادلة على مدى السنوات القليلة التالية، ولكن سرعان ما تم التخلي عنها، وكذلك الجهود الحثيثة للولايات المتحدة لتجنب اختلالات ميزان المدفوعات. كان جزء من السبب هو إزاحة النموذج الاقتصادي السائد السابق - الكينزية - من خلال إجماع واشنطن، مع الاقتصاديين والكتاب الاقتصاديين مثل موراي روثبارد وميلتون فريدمان [11] الذين يجادلون بأنه لا توجد حاجة كبيرة للقلق بشأن قضايا ميزان المدفوعات. في أعقاب انهيار بريتون وودز مباشرة، حاولت البلدان عمومًا الاحتفاظ ببعض السيطرة على سعر الصرف لديها من خلال إدارتها بشكل مستقل، أو بالتدخل في سوق الصرف الأجنبي كجزء من كتلة إقليمية، مثل الأفعى التي تشكلت في عام 1971. [12] كان الثعبان مجموعة من الدول الأوروبية التي حاولت الحفاظ على معدلات ثابتة على الأقل مع بعضها البعض؛ تطورت المجموعة في النهاية إلى آلية سعر الصرف الأوروبي (ERM) بحلول عام 1979. ولكن منذ منتصف السبعينيات، وخاصة في الثمانينيات وأوائل التسعينيات، اتبعت العديد من البلدان الأخرى الولايات المتحدة في تحرير الضوابط على كل من حسابات رأس المال والحسابات الجارية، في اعتماد موقف مريح نوعًا ما تجاه ميزان مدفوعاتهم والسماح لقيمة عملتهم بالتعويم بحرية نسبيًا مع تحديد أسعار الصرف في الغالب من قبل السوق. [3] [12] البلدان النامية التي اختارت السماح للسوق بتحديد أسعار الصرف لديها غالبًا ما تعاني من عجز كبير في الحساب الجاري، ممول من تدفقات حساب رأس المال مثل القروض والاستثمارات، [13] على الرغم من أن هذا غالبًا ما انتهى بأزمات عندما فقد المستثمرون الثقة.
كان تواتر الأزمات مرتفعًا بشكل خاص بالنسبة للاقتصادات النامية في هذا العصر - من 1973 إلى 1997 عانت الاقتصادات الناشئة 57 أزمة ميزان المدفوعات و 21 أزمة مزدوجة. عادة ولكن ليس دائمًا الذعر بين الدائنين والمستثمرين الأجانب الذي سبق الأزمات في هذه الفترة كان ناتجًا عادة عن مخاوف بشأن الاقتراض المفرط من قبل القطاع الخاص، وليس بسبب العجز الحكومي. بالنسبة للاقتصادات المتقدمة، كانت هناك 30 أزمة في ميزان المدفوعات و 6 أزمات مصرفية. كانت نقطة التحول هي أزمة ميزان المدفوعات الآسيوية عام 1997، حيث دفعت الاستجابات غير المتعاطفة من قبل القوى الغربية صانعي السياسات في الاقتصادات الناشئة إلى إعادة تقييم حكمة الاعتماد
أولًا، يوفر ميزان المدفوعات معلومات مفصلة بشأن العرض والطلب على عملة البلد. على سبيل المثال، إذا كان السودان يستورد أكثر من تصديره، فهذا يعني أن الكمية التي يمدها السوق المحلي من الجنيه السوداني من المرجح أن تفوق الكمية المطلوبة في سوق التبادل الخارجي وعلى هذا فقد نستنتج أن الجنيه السوداني سوف يتعرض لضغوط تدفعه إلى خفض قيمته في مقابل عملات أخرى. ومن ناحية أخرى فإذا كان السودان يصدر أكثر من وارداته فمن المرجح أن ترتفع قيمة الجنيه السوداني.
ثانيًا، قد تشير بيانات ميزان المدفوعات في أي بلد إلى إمكانيته في أن يصبح شريكًا تجاريًا لبقية العالم.  إذا واجهت دولة ما صعوبة كبرى في ميزان المدفوعات، فقد لا يكون بوسعها أن توسع وارداتها من العالم الخارجي. بدلًا من ذلك، قد تُغرى البلاد بفرض تدابير لتقييد الواردات والحد من تدفقات رأس المال إلى الخارج من أجل تحسين حالة ميزان المدفوعات. من ناحية أخرى، فإن الدولة التي تتمتع بفائض كبير في ميزان المدفوعات من المرجح أن تعمل على توسيع الواردات، وتوفير الفرص التسويقية للشركات الأجنبية، والحد من احتمالات فرض قيود على النقد الأجنبي.
ثالثًا، يمكن استخدام بيانات ميزان المدفوعات لتقييم أداء البلد في المنافسة الاقتصادية الدولية. لنفترض أن أي دولة تعاني من عجز تجاري عاماً بعد عام. وقد تشير هذه البيانات التجارية آنذاك إلى أن الصناعات المحلية في البلاد تفتقر إلى القدرة التنافسية الدولية.
ولتفسير بيانات ميزان المدفوعات على النحو الصحيح، من الضروري فهم كيفية بناء حساب ميزان المدفوعات. تشمل هذه المعاملات المدفوعات لصادرات البلد ووارداته من السلع والخدمات ورأس المال النقدي والتحويلات المالية. يعدّ بعملة موحدة، وهي عادة العملة المحلية بالنسبة للبلد المعني.  تحتفظ حسابات ميزان المدفوعات بسجلات منتظمة لجميع المعاملات الاقتصادية (المرئية وغير المرئية) لبلد ما مع جميع البلدان الأخرى في الفترة الزمنية المحددة. في حسابات ميزان المدفوعات تسجل كل الإيصالات من الخارج دائنة وتسجل كل المدفوعات إلى الخارج مدينة.  وبما أن الحسابات يُحافظ عليها عن طريق حساب القيد المزدوج، فإنها تبين دائمًا أن حسابات ميزان المدفوعات متوازنة. تسجل مصادر أموال الدولة، مثل الصادرات أو إيصالات القروض والاستثمارات على أنها بنود إيجابية أو فائضة.  تسجل استخدامات الأموال، مثل الواردات أو الاستثمار في البلدان الأجنبية، باعتبارها بنودًا سلبية أو ذات عجز.
عندما تُضمّن كافة مكونات حسابات ميزان المدفوعات، يتعين عليها أن يكون مجموعها صفرًا مع عدم وجود فائض أو عجز إجمالي.  على سبيل المثال، إذا كانت دولة ما تستورد أكثر من صادراتها، فإن ميزانها التجاري سوف يكون في عجز، ولكن العجز لا بد أن يكون متوازنًا بطرق أخرى مثل الأموال المكتسبة من استثماراتها الأجنبية، أو من خلال خفض احتياطاتها من العملات أو تلقي القروض من بلدان أخرى.
رغم أن حسابات ميزان المدفوعات سوف توازن دومًا عندما تتضمن كافة أنواع المدفوعات، فإن اختلال التوازن أمر ممكن بالنسبة للعناصر الفردية في ميزان المدفوعات، مثل الحساب الجاري، وحساب رأس المال الذي يستبعد حساب الاحتياطي لدى البنك المركزي، أو مجموع الاثنين. ومن الممكن أن يؤدي الخلل في التوازن في المبلغ الأخير إلى تكديس البلدان الفائضة للثروة، في حين تصبح بلدان العجز مثقلة بالديون على نحو متزايد.  وكثيرًا ما يشير مصطلح «ميزان المدفوعات» إلى هذه المعادلة: يقال إن ميزان المدفوعات في بلد ما فائض (يعادل ذلك أن ميزان المدفوعات إيجابي) بمبلغ محدد إذا تجاوزت مصادر الأموال (مثل سلع التصدير المباعة والسندات المباعة) استخدامات الأموال (مثل دفع ثمن السلع المستوردة ودفع ثمن السندات الأجنبية المشتراة) بهذا المبلغ. ويقال إن هناك عجزًا في ميزان المدفوعات (يعادل أن ميزان المدفوعات سلبي) إذا كان الأول أقل من الأخير.  ذلك أن فائض ميزان المدفوعات أو (العجز) يأتي مصحوبًا بتراكم أو (انحسار) احتياطيات النقد الأجنبي من قبل البنك المركزي.
بموجب نظام ثابت لسعر الصرف، يستوعب البنك المركزي هذه التدفقات بشراء أي تدفق صاف للأموال إلى البلد أو عن طريق توفير أموال بالعملة الأجنبية لسوق النقد الأجنبي لمضاهاة أي تدفق دولي للأموال، ما يمنع تدفق الأموال من التأثير على سعر الصرف بين عملة البلد والعملات الأخرى. ثم يطلق على صافي التغير السنوي في احتياطيات البنك المركزي من النقد الأجنبي في بعض الأحيان فائض ميزان المدفوعات أو العجز. وتتضمن البدائل لنظام سعر الصرف الثابت التعويم المُدار أو الموجَّه إذ يُسمح ببعض التغييرات في أسعار الصرف، أو سعر الصرف المعوم تمامًا (المعروف أيضًا باسم سعر الصرف المرن النقي). ومع التعويم النقي لا يتدخل البنك المركزي على الإطلاق لحماية أو خفض قيمة عملته، الأمر الذي يسمح بتحديد السعر بواسطة السوق، فإن احتياطيات البنك المركزي من النقد الأجنبي لا تتغير، ويكون ميزان المدفوعات في كل الأحوال صفرًا.